# 1767
- Wikisource

| Calendário gregoriano                                                        | 1767 MDCCLXVII                      |
| Ab urbe condita                                                              | 2520                                |
| Calendário arménio                                                           | 1216 – 1217                         |
| Calendário bahá'í                                                            | -77 – -76                           |
| Calendário budista                                                           | 2311                                |
| Calendário chinês                                                            | 4463 – 4464 Início a 30 de janeiro  |
| Calendário copta                                                             | 1483 – 1484                         |
| Calendário etíope                                                            | 1759 – 1760                         |
| Calendários hindus - Vikram Samvat - Calendário nacional indiano - Cáli Iuga | 1822 – 1823 1688 – 1689 4867 – 4868 |
| Calendário Holoceno                                                          | 11767                               |
| Calendário islâmico                                                          | 1181 – 1182                         |
| Calendário judaico                                                           | 5527 – 5528                         |
| Calendário persa                                                             | 1145 – 1146                         |
| Calendário rúnico                                                            | 2017                                |
| Calendário solar tailandês                                                   | 2310                                |

1767 (MDCCLXVII, na numeração romana)  foi um ano comum do século XVIII do actual Calendário Gregoriano, da Era de Cristo, e a sua letra dominical foi D (53 semanas), teve início a uma quinta-feira e terminou também a uma quinta-feira.
| Ano completo                        |
| ----------------------------------- |
| Ano comum com início à quinta-feira |

## Eventos

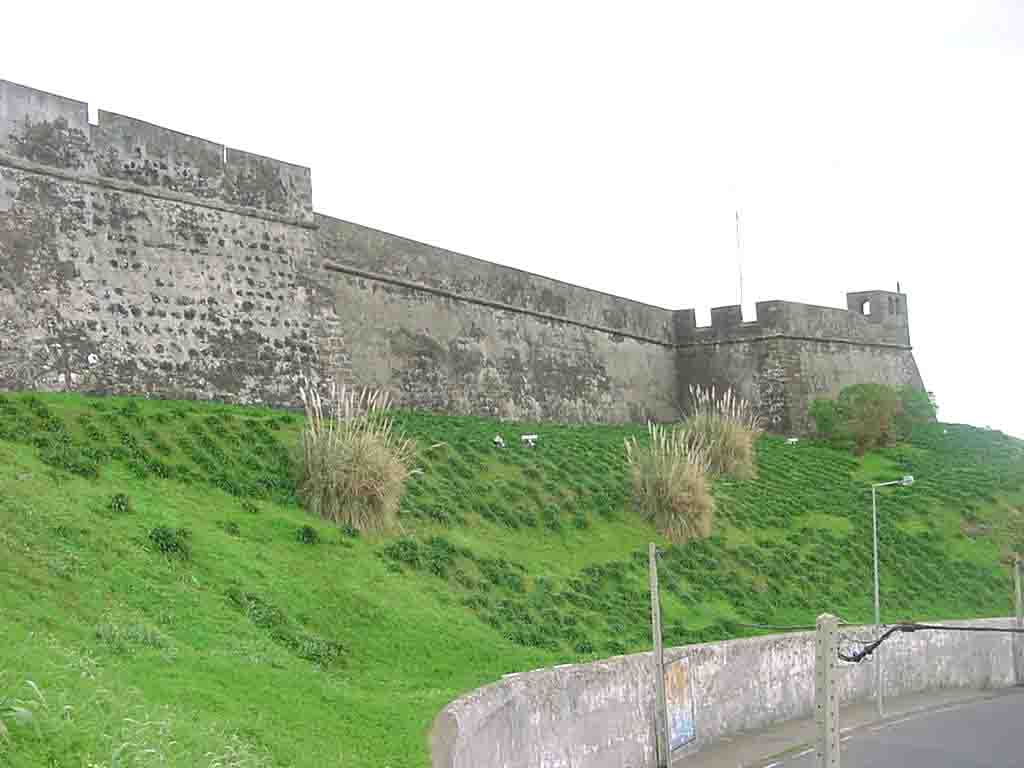
Forte de são sebastião, muralhas.

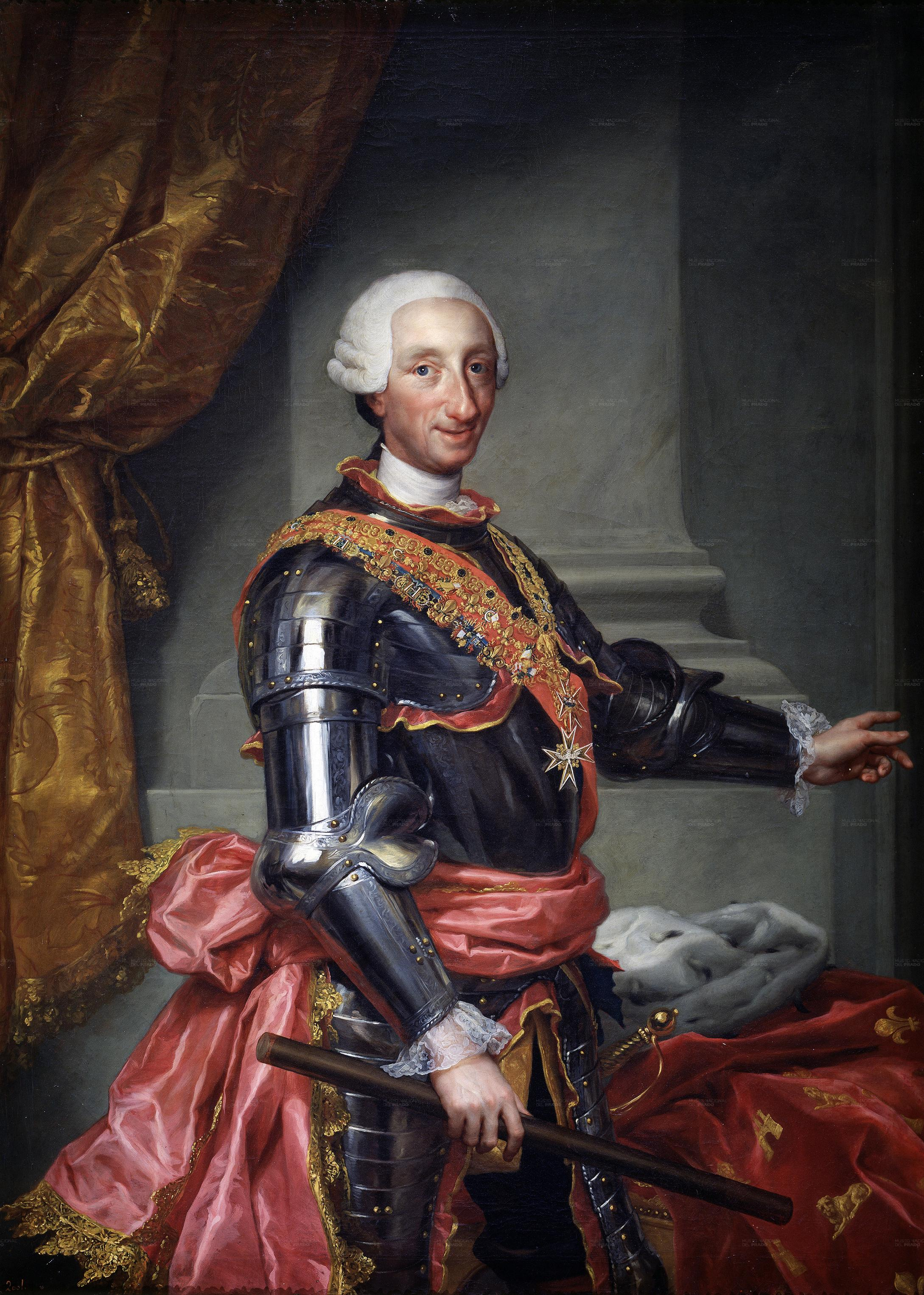
Carlos III de Espanha.

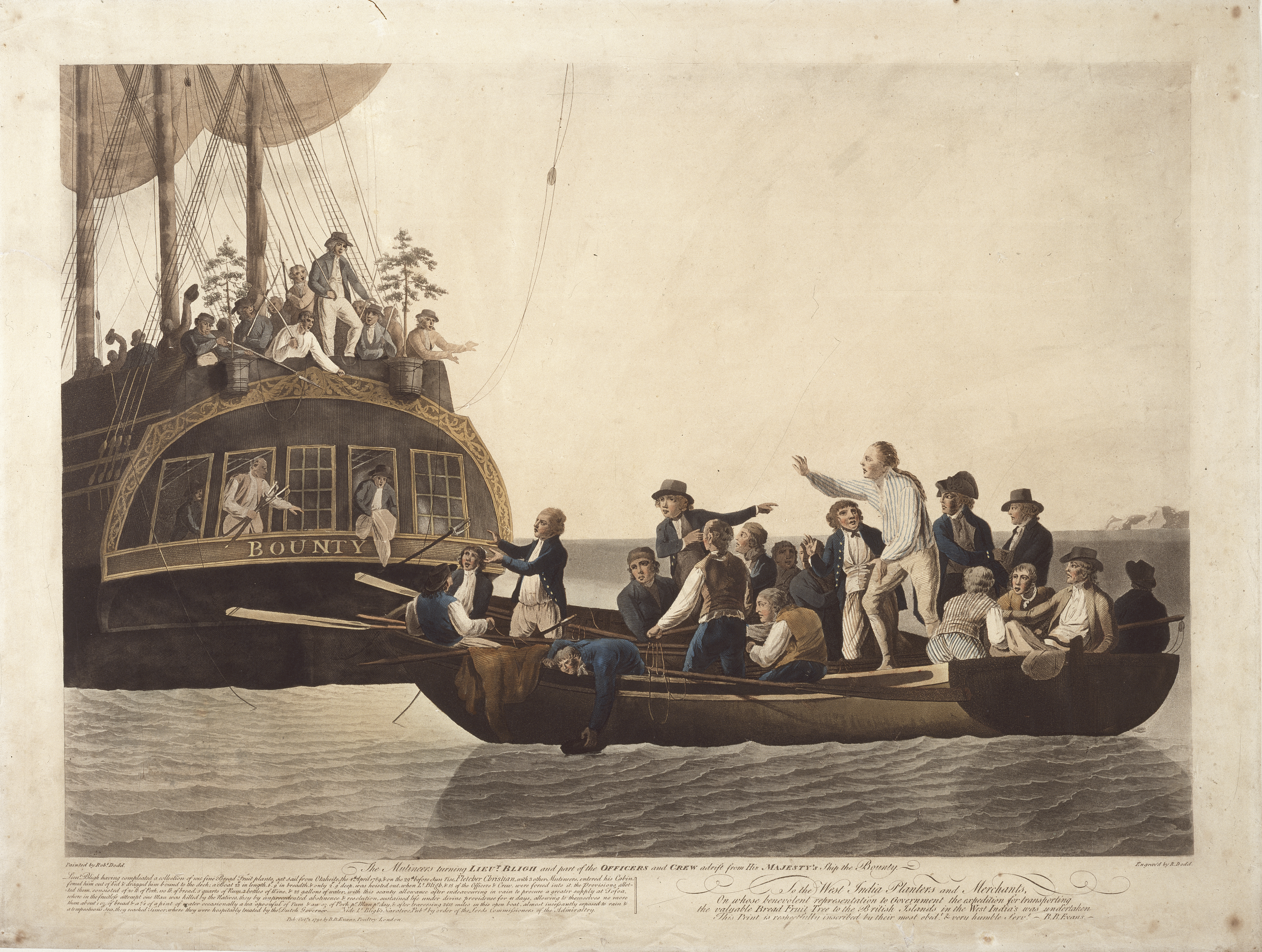
Os amotinados abandonam William Bligh e os seus companheiros do HMAV Bounty, 29 de Abril 1789..

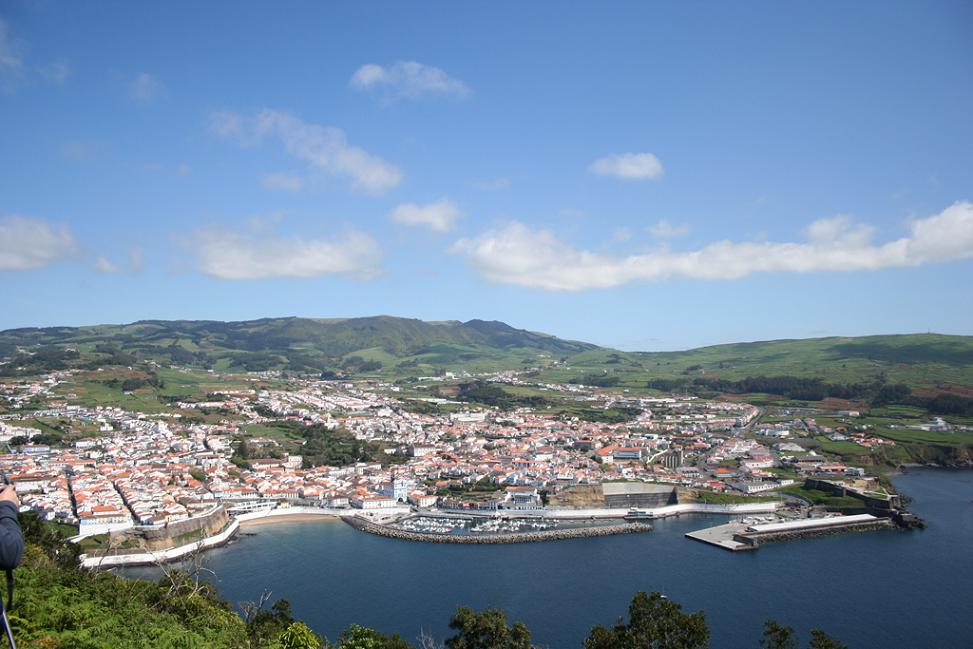
Vista Parcial de Angra do Heroísmo, foto tirada do Monte Brasil.

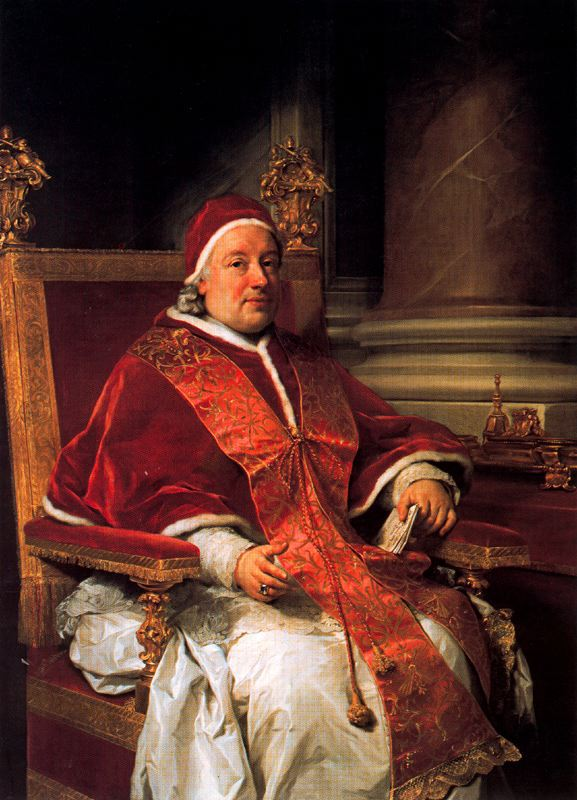
Clemente XIII, 248º papa.

- É apresentado o relatório da inspecção efectuada pelo Sargento-mor engenheiro João António Júdice que dá conta de alguma ruína na fortificação de Forte de São Sebastião de Angra do Heroísmo[1].
- O Forte das Cinco Ribeiras, freguesia das Cinco Ribeiras de Angra encontrava-se, de acordo com o relatório do Sargento-mor Engenheiro João António Júdice, artilhado com quatro peças de ferro nos respectivos reparos, em bom estado. Propunha-lhe a abertura de mais duas canhoneiras, a serem guarnecidas com mais duas peças. [1]
- 13 de Janeiro - O município Divinópolis é fundado.
- 1 de Março - Carlos III expulsa os Jesuítas de Espanha.
- 28 de Abril - Provisão régia que reitera a obrigatoriedade do plantio de mandioca nas fazendas do Brasil, em função do número dos respectivos trabalhadores.
- 2 de Julho - Em sequência da revolta da Bounty nos mares do Sul, os amotinados chegam à Ilha de Pitcairn, onde se estabelecem.
- 27 de Julho - O município São José dos Campos é fundado.
- 1º de Agosto - É fundado o município de Piracicaba, no estado de São Paulo.
- 7 de Agosto - Alvará que concede privilégios aos directores da Real Fábrica de Chapéus de Pombal para aquisição de matérias-primas.

## Política, Economia, Direito e Educação
- Em Abril, é revista a aliança russo-prussiana, pela qual Frederico, O Grande se compromete a apoiar a oposição polaca, a entrar na Polónia caso a Áustria invada este país e ainda a apoiar a Rússia em caso de guerra com a Turquia.
- Em Junho, o ministro inglês das Finanças Charles Townshende lança um imposto sobre as importações de chá, vidro, papel e corantes nas colónias americanas, para financiamento da administração colonial.
- Em Setembro, numa reunião pública em Boston, é decidido não se importar os artigos taxados por Inglaterra, em protesto contra os novos impostos.
- Em Novembro, sob influência russa, reúne-se a Dieta Polaca.
- Em Novembro, ão tomadas providências sobre o serviço de aguadeiros em Lisboa.
- Agentes russos fomentam a agitação em Montenegro e na Bósnia contra a soberania turca.
- A Linha Mason-Dixon estabelecida entre Marilândia e Pensilvânia separa os estados livres dos esclavagistas.
- Começa a exportação do algodão brasileiro para a Inglaterra.
- Vem a lume a Dedução Cronológica e Analítica, pelo menos em parte da autoria do Marquês de Pombal, contra os Jesuítas.
- James Steuart - Uma Investigação sobre os Princípios da Economia Política.
- Breve A quo die do Papa Clemente XIII, com vista ao reatamento das relações com Portugal.

## Ciência e Tecnologia
- É editado pela primeira vez o Almanaque Náutico (editor: Nevil Maskelyne, astrónomo real).
- Peter Simon Pallas - Elenchus Zoophytorum.
- Joseph Priestley - História da Electricidade.

## Cultura
- Christian Gottlob Heyne edita as obras de Virgílio.
- Johann Joachim Winckelmann - Monumenti antichi inediti.
- Frei Luís de Monteiro Carmelo - Tratado de Ortografia.
- Paulo Dias Niza (aliás, Padre Luís Cardoso) - Portugal Sacro e Profundo (não passa de uma lista alfabética de freguesias, com dados alusivos a 1760).

## Filosofia e Religião
- A Companhia de Jesus é expulsa de Parma e das Duas Sicílias.
- Moses Meldelson - Fédon.
- Jean-François Marmontel é censurado pelo arcebispo de Paris e pela Sorbona por ter defendido a tolerância religiosa na novela Belissário.

## Pintura, Escultura e Arquitectura
- Allan Ramsay é nomeado pintor retratista de Jorge III de Inglaterra.

## Desporto
- Realizada a primeira prova de biatlo na Noruega.

## Nascimentos
- 5 de Janeiro - Anne-Louis Girodet (ou Anne-Louis Girodet de Roussy-Trioson), pintor romântico francês (m. 1824).
- 27 de Fevereiro - Dupont de l'Eure, político francês (m. 1855).
- 15 de Março - Andrew Jackson, presidente dos Estados Unidos.
- 13 de Maio - Rei João VI de Portugal.
- 22 de Junho - Wilhelm von Humboldt, lingüista, diplomata e filósofo alemão (m. 1835).
- 3 de Julho - Marquês Dessolles, político francês (m. 1828).
- 11 de Julho - John Quincy Adams, presidente dos Estados Unidos.
- 25 de Agosto - Louis Antoine Léon de Saint-Just, político francês (guilhotinado em 1794).
- 24 de Outubro - Jacques Laffitte, político francês (m. 1844).
- 25 de Outubro - Benjamin Constant, político e escritor francês.
- Jacques-Laurent Agasse, pintor suíço.
- 5 de Janeiro - Jean-Baptiste Say, economista francês, criador da lei de Say

## Por tema
- 1767 na ciência
- 1767 na literatura
- 1767 na música